# حلمية الأسنان
حلمية الأسنان (الاسم العلمي: Thelodonti) هي مجموعة صغيرة من الأسماك اللافكية المنقرضة تتميز بالحراشف بدلا من الدروع اللوحية.